# Arbeitsplatzdichte
Die Arbeitsplatzdichte (auch Arbeitsplatzbesatz genannt) ist eine demografische Kennzahl, die sich stets auf eine bestimmte Region (zum Beispiel Bundesland oder Gemeinde) bezieht und das Verhältnis zwischen vorhandenen Arbeitsplätzen und der Wohnbevölkerung angibt.
Die Statistischen Landesämter und das Statistische Bundesamt in Deutschland berechnen die Arbeitsplatzdichte aus der Zahl der sozialversicherungspflichtigen Arbeitsplätze in einer Region dividiert durch die Zahl der Einwohner im erwerbsfähigen Alter (Anzahl der Einwohner mit Hauptwohnsitz in der Bezugregion im Alter von 15 bis unter 65 Jahre) multipliziert mit 1000. 
Die Arbeitsplatzdichte dient, ähnlich dem Pendlerüberschuss, als Indikator für die relative wirtschaftliche Leistungsfähigkeit einer Region. So gelten Gemeinden mit geringer Arbeitsplatzdichte als „Schlafstadt“, solche mit hoher Dichte als Wirtschaftszentren. 
Die Stadt mit der höchsten Arbeitsplatzdichte in Deutschland ist Eschborn mit einem Wert von 2.459 (33.522 Arbeitsplätze bei 13635 Einwohnern im erwerbsfähigen Alter). Unter den deutschen Großstädten liegen Frankfurt am Main und Regensburg ganz vorne.